# RNAV
RNAV (engl. Area navigation, ursprünglich Random navigation, dt. Flächennavigation) bezeichnet in der Luftfahrt ein Navigationsverfahren für Instrumentenflüge, das die Route über frei wählbare Wegpunkte (Waypoints) festlegt. Festgelegte Funkfeuer am Boden müssen nicht mehr angeflogen werden, da bei den Waypoints lediglich die geografischen Koordinaten ermittelt werden. Die optimierten Routen des RNAV erlauben mehr Flexibilität, eine effektivere Luftraumnutzung, eine höhere Luftraumkapazität, einen geringeren Veränderungsaufwand (Bauaufwand etc.) und somit auch eine Kostenreduzierung.
Die technische Realisierung erfolgt mit Hilfe verschiedener technischer Systeme. Neben VOR/DME, DME/DME und INS/IRS wird GNSS benutzt. Hiermit ist eine kostengünstige und genaue Navigation möglich.
B-RNAV (Basic-RNAV) erfordert eine Positionsbestimmung von ±5 NM, (d. h. RNP-5), P-RNAV (Precision-RNAV) von ±1 NM in 95 % der Flugzeit.